# Град анђела у Беслану
Град анђела (рус. Город ангелов) назив је меморијалног гробља у Беслану, где је сахрањено 266 људи који су погинули током терористичког напада у Беслану 1-3. септембра 2004. године.

## Опис
На територији гробља налази се споменик „Дрво туге“, хачкар који су донирала деца Јерменије и споменик војницима специјалцима који су погинули током напада на школу број 1 у Беслану.
Некропола је део Меморијалног комплекса Града анђела, који је објекат културног наслеђа од регионалног значаја. Структуру споменика, поред некрополе, чине и зграда школе број 1, спортска сала, спомен-плоче са именима погинулих у терористичком нападу 1-3. септембра 2004. године, школски круг, споменик упокојеном команданту специјалних снага Д.А. Разумовском и православна црква Руских новомученика.

## Галерија
- Хачкар који су поклонила деца Јерменије
- Споменик палим специјалцима
- Гробови страдалих талаца